# Березник (Виноградовский район)
Бере́зник, Двинской Березник — посёлок, административный центр Виноградовского района Архангельской области.

## География
Посёлок расположен к юго-востоку от областного центра, на левом берегу Северной Двины, чуть ниже устья реки Ваги. Через Березник проходит автомобильная трасса М8 «Холмогоры» (Москва — Архангельск). Расстояние до Архангельска — 269 километров. Пассажирский причал (дебаркадер) пристани Двинской Березник установлен на 305,8 км у левого берега. Напротив посёлка, на правом берегу Двины находится деревня Осиново.

## История
Населённый пункт впервые упоминается в 1676 году.
В документах переписи 1785 года, на речке Миге значится Березницкая волость, состоящая из четырёх деревень.
В 1885 году волостное правление Устьважской волости было перенесено из Усть-Ваги в село Семёновское (Березник).
С 1929 года Семёновское — центр Березницкого (Березниковского) района, а с 1940 года — Виноградовского района.
Решением исполнительного комитета Архангельского областного Совета депутатов трудящихся от 14 мая 1962 года село Семёновское Виноградовского района отнесено к категории рабочих поселков, с присвоением наименования — рабочий поселок Березник.
Областным законом Архангельской области от 25 ноября 2020 года, вступающим в силу с 1 января 2021 года, посёлок городского типа (рабочий посёлок) был преобразован в посёлок. Это позволит распространить на отдельные категории жителей Березника, дополнительные меры социальной поддержки, предусмотренные законодательством России и законодательством Архангельской области для жителей сельских населённых пунктов.

## Экономика
Лесная промышленность.

## СМИ
В Березнике находится редакция районной газеты «Двиноважье».

## Достопримечательности
- Памятник великому русскому летчику-истребителю Первой мировой войны А. А. Казакову, погибшему 1 августа 1919 г. в Березнике.
- Памятник солдату и матери в парке.
- Памятник «Якорь» на набережной.
- Памятник Ленину у здания администрации.
- Мемориальная доска Роману Петровичу Куликову[7]

## Население
| 1920  | 1959  | 1970  | 1979  | 1989  | 2002  | 2009  | 2010  |
| ----- | ----- | ----- | ----- | ----- | ----- | ----- | ----- |
| 698   | ↗3179 | ↗5118 | ↗6071 | ↗7006 | ↘6464 | ↘6390 | ↘6018 |
| 2011  | 2012  | 2013  | 2014  | 2015  | 2016  | 2017  | 2018  |
| ↘5995 | ↘5883 | ↘5789 | ↘5665 | ↘5552 | ↘5484 | ↘5414 | ↘5337 |
| 2019  | 2020  | 2021  |       |       |       |       |       |
| ↘5273 | ↗5292 | ↗5624 |       |       |       |       |       |

В 1888 году в двух деревнях Березницкого прихода проживало 396 душ обоего пола, в том числе в селе Семёновском — 183 человека.

## Климат
Климат в посёлке Березник холодно-умеренный. По классификации Кёппена — субарктический климат (индекс Dfc) с постоянным увлажнением в течение года.
| Показатель                                                              | Янв.  | Фев.  | Март  | Апр.  | Май   | Июнь | Июль | Авг. | Сен. | Окт.  | Нояб. | Дек.  | Год  |
| ----------------------------------------------------------------------- | ----- | ----- | ----- | ----- | ----- | ---- | ---- | ---- | ---- | ----- | ----- | ----- | ---- |
| Абсолютный максимум, °C                                                 | 4,3   | 6,0   | 14,1  | 26,0  | 32,1  | 33,3 | 34,6 | 33,7 | 27,4 | 20,7  | 15,9  | 10,0  | 34,6 |
| Средний суточный максимум, °C                                           | −9,5  | −7,9  | −1,4  | 5,7   | 12,9  | 19,1 | 21,8 | 18,9 | 12,0 | 4,6   | −1,9  | −6,4  | 5,6  |
| Средняя температура, °C                                                 | −13,5 | −12   | −6,1  | 0,8   | 7,4   | 13,3 | 16,2 | 13,9 | 8,1  | 2,0   | −4,6  | −9,9  | 1,3  |
| Средний суточный минимум, °C                                            | −17,5 | −16   | −10,7 | −4    | 2,0   | 7,5  | 10,6 | 8,9  | 4,3  | −0,5  | −7,2  | −13,3 | −2,8 |
| Абсолютный минимум, °C                                                  | −45,3 | −40,6 | −36   | −26,4 | −11,5 | −4   | 0,0  | −2,3 | −9,4 | −21,1 | −37   | −46   | −46  |
| Норма осадков, мм                                                       | 32    | 24    | 25    | 35    | 46    | 61   | 66   | 75   | 55   | 53    | 45    | 38    | 555  |
| Источник: Абсолютные минимумы и максимумы, Средние температуры и осадки |       |       |       |       |       |      |      |      |      |       |       |       |      |

## Известные земляки и уроженцы
- Теплухина Надежда Алексеевна[26][27] — (24 июня 1953 года) — севернорусская поэтесса и прозаик.